# Fiera di Primiero
Fiera di Primiero – miejscowość i gmina we Włoszech, w regionie Trydent-Górna Adyga, w prowincji Trydent.
1 stycznia 2016 gmina została zlikwidowana.

## Demografia
Według danych na rok 2004 gminę zamieszkiwało 441 osób, 25,9 os./km².